# Takács Miklós (könyvtáros)
Takács Miklós (Kámon, 1933. december 3. – Szombathely, 2013. április 1.) magyar könyvtáros, bibliográfus, egyetemi docens.

## Életpályája
1952–1955 között az Apáczai Csere János Pedagógiai Főiskola hallgatója volt. 1955–1994 között a szombathelyi Berzsenyi Dániel Megyei Könyvtárban dolgozott, 1961–1994 között a könyvtár igazgatója volt. 1968–1973 között a Magyar Könyvtárosok Egyesületének alelnöke volt. 1980-tól címzetes főiskolai docens volt. 1995-ben nyugdíjba vonult.

## Magánélete
1966-ban házasságot kötött Rainer Valériával. Három gyermekük született; Thyra (1967), Dóra (1969) és Veronika (1976).

## Művei
- Útmutató a helyismereti gyűjtemények kezeléséhez és a helyismereti bibliográfiai munkához (1968)
- A Vasi Szemle repertóriuma 1933-1976 (Dalmi Kálmánnal, 1978)
- A Vasi Szemle repertóriuma, II. 1977-1992 (1993)
- Együttműködés a határ mentén. Könyvtári Nap. Szentgotthárd, 1995. május 26. (Sodelovanje ob meji. Knjižničarski dan. Murska Sobota, 28. oktober 1994); szerk. Takács Miklós, Jože Vugrinec; Berzsenyi Dániel Megyei Könyvtár–Pokrajinska in študijska knjižnica, Szombathely–Murska Sobota [Muraszombat], 1996
- Szombathely bibliográfiája; Szombathely megyei jogú város Önkormányzata–Berzsenyi Dániel Megyei Könyvtár, Szombathely, 1997